# Ву Ту
Ву Ту (вьет. Vũ Tú; род. 20 февраля 1987, Lâm Thao, Бакнинь) — вьетнамский скульптор, специализирующийся на монолитной каменной скульптуре в области современного визуального искусства.

## Биография и вклад в общество
Скульптор Ву Ту — известный художник, прославившийся своим уникальным сочетанием науки, искусства, традиций и современности в своих произведениях. Он окончил университет с отличием в качестве первого выпускника (Thủ khoa) и внес значительный вклад в развитие визуального искусства во Вьетнаме, особенно в области скульптуры.
Несмотря на молодой возраст, Ву Ту утвердился как яркая фигура в контексте современного искусства. Он представляет собой пример междисциплинарного подхода, создавая оригинальные и новаторские произведения. Его имя тесно связано с традиционной деревней каменной скульптуры во Вьетнаме, а его работы несут в себе ярко выраженный личный стиль.
Кроме того, Ву Ту известен как реформатор традиционного скульптурного искусства, который сочетает современные элементы и передовые технологии для создания уникальных и высокохудожественных произведений.